# Grand Prix de Plouay féminin 2006
La 8e édition du Grand Prix de Plouay féminin a eu lieu le 26 août 2006. Il s'agit de la dixième manche de la Coupe du monde de cyclisme sur route féminine. 

## Parcours
Le circuit est long de 14 km. Il est à effectuer huit fois. La longueur totale est donc 113 km,.

## Récit de la course

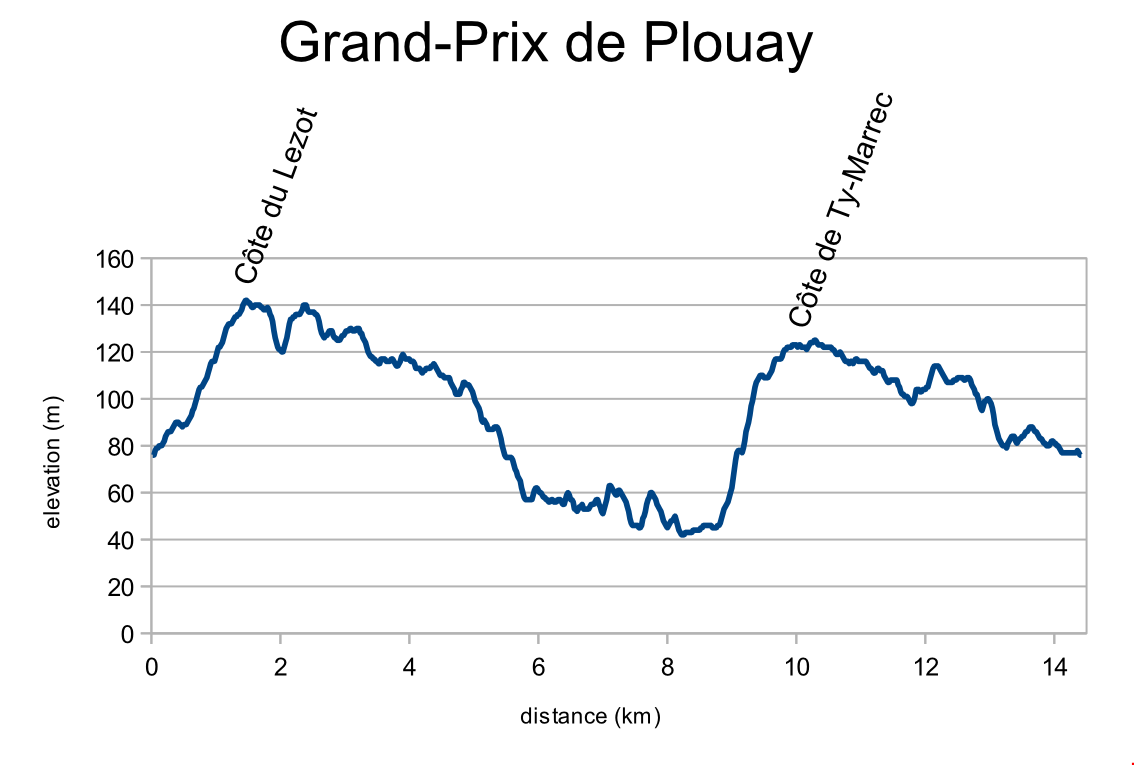
Profil du parcours

La première attaque est l'œuvre d'Élodie Touffet dans le troisième tour. Elle est cependant reprise. À mi-course, quatre coureuses s'échappent. Il s'agit de Giorgia Bronzini, Sarah Düster, Claudia Häusler et Zoulfia Zabirova. Elles ne parviennent pas toutefois à creuser l'écart. Une fois reprise, à cinquante kilomètres de l'arrivée, Nicole Brändli accélère. Elle est un temps suivie par Claudia Häusler, mais celle-ci craque à quarante kilomètres de la ligne dans la côte de Lézot payant ses efforts précédents. Dans le cinquième tour, Kimberly Anderson et Sarah Düster partent en chasse. À l'amorce du dernier tour, elles sont rejointes par Maribel Moreno et Noemi Cantele. La Suissesse conserve néanmoins environ une minute d'avance. Elle s'impose finalement seule. Dans la dernière ascension, Nicole Cooke tente de partir avec Susanne Ljungskog, mais elles se font reprendre. Giorgia Bronzini se montre la plus rapide du peloton devant Nicole Cooke qui renforce sa position de leader de la Coupe du monde. Judith Arndt a en effet subit une crevaison à un kilomètre de l'arrivée et perd ainsi de précieux points,.

## Classements

### Classement final
| \| Classement général \| Classement général \| Classement général \| Classement général \| Classement général \| \| Coureuse \| Coureuse \| Pays \| Équipe \| Temps \| \| ------------------ \| ----------------------- \| ------------------- \| ---------------------------- \| ------------------ \| \| 1re \| Nicole Brändli \| Suisse \| Bigla \| 3 h 17 min 11 s \| \| 2e \| Giorgia Bronzini \| Italie \| A.S. Team FRW \| + 32 s \| \| 3e \| Nicole Cooke \| Royaume-Uni \| Univega Pro Cycling Team \| + 32 s \| \| 4e \| Mette Fischer Andreasen \| Royaume du Danemark \| Bianchi-Aliverti-Kookai \| + 32 s \| \| 5e \| Trine Hansen \| Royaume du Danemark \| Bianchi-Aliverti-Kookai \| + 32 s \| \| 6e \| Susanne Ljungskog \| Suède \| Buitenpoort-Flexpoint \| + 32 s \| \| 7e \| Annette Beutler \| Suisse \| Buitenpoort-Flexpoint \| + 32 s \| \| 8e \| Dorte Lohse Rasmussen \| Danemark \| Bianchi-Aliverti-Kookai \| + 32 s \| \| 9e \| Eneritz Iturriaga \| Espagne \| Espagne \| + 32 s \| \| 10e \| Edita Pučinskaitė \| Lituanie \| Nobili Rubinetterie-Menikini \| + 32 s \| |                         |                     |                              |                 |
| |                         |                     |                              |                 |
| Source : Cycling Quotient |                         |                     |                              |                 |
| Classement général |                         |                     |                              |                 |
| Coureuse | Coureuse                | Pays                | Équipe                       | Temps           |
| 1re | Nicole Brändli          | Suisse              | Bigla                        | 3 h 17 min 11 s |
| 2e | Giorgia Bronzini        | Italie              | A.S. Team FRW                | + 32 s          |
| 3e | Nicole Cooke            | Royaume-Uni         | Univega Pro Cycling Team     | + 32 s          |
| 4e | Mette Fischer Andreasen | Royaume du Danemark | Bianchi-Aliverti-Kookai      | + 32 s          |
| 5e | Trine Hansen            | Royaume du Danemark | Bianchi-Aliverti-Kookai      | + 32 s          |
| 6e | Susanne Ljungskog       | Suède               | Buitenpoort-Flexpoint        | + 32 s          |
| 7e | Annette Beutler         | Suisse              | Buitenpoort-Flexpoint        | + 32 s          |
| 8e | Dorte Lohse Rasmussen   | Danemark            | Bianchi-Aliverti-Kookai      | + 32 s          |
| 9e | Eneritz Iturriaga       | Espagne             | Espagne                      | + 32 s          |
| 10e | Edita Pučinskaitė       | Lituanie            | Nobili Rubinetterie-Menikini | + 32 s          |